# Tetramesa juncea
Tetramesa juncea är en stekelart som först beskrevs av Walker 1871.  Tetramesa juncea ingår i släktet Tetramesa och familjen kragglanssteklar. Inga underarter finns listade i Catalogue of Life.